# 13.º Batallón de Ingenieros de la Luftwaffe
El 13.º Batallón de Ingenieros de la Luftwaffe (13. Luftwaffen-Pionier-Bataillon) fue una unidad de la Luftwaffe durante la Segunda Guerra Mundial.

## Historia
Fue formado el 15 de noviembre de 1942 en Fallingbostel con tres compañías y una columna. El 1 de noviembre de 1943 las partes fueron absorbidas por el ejército y el batallón fue renombrado como el 13.º Batallón de Ingenieros (L).

## Servicios
- Bajo la 13.ª División de Campaña de la Fuerza Aérea.